# Tunis Challenger 1985
Il Tunis Challenger 1985 è stato un torneo di tennis facente parte della categoria ATP Challenger Series nell'ambito dell'ATP Challenger Series 1985. Il torneo si è giocato a Tunisi in Tunisia dal 25 al 31 marzo 1985 su campi in terra rossa.

## Vincitori

### Singolare
Hans Schwaier ha battuto in finale  Wolfgang Popp con il punteggio di 6–4, 6–2

### Doppio
Hans Gildemeister /  Víctor Pecci hanno battuto in finale  David Mustard /  Jonathan Smith con il punteggio di 2–6, 6–4, 6–3